# Schwimmbecken

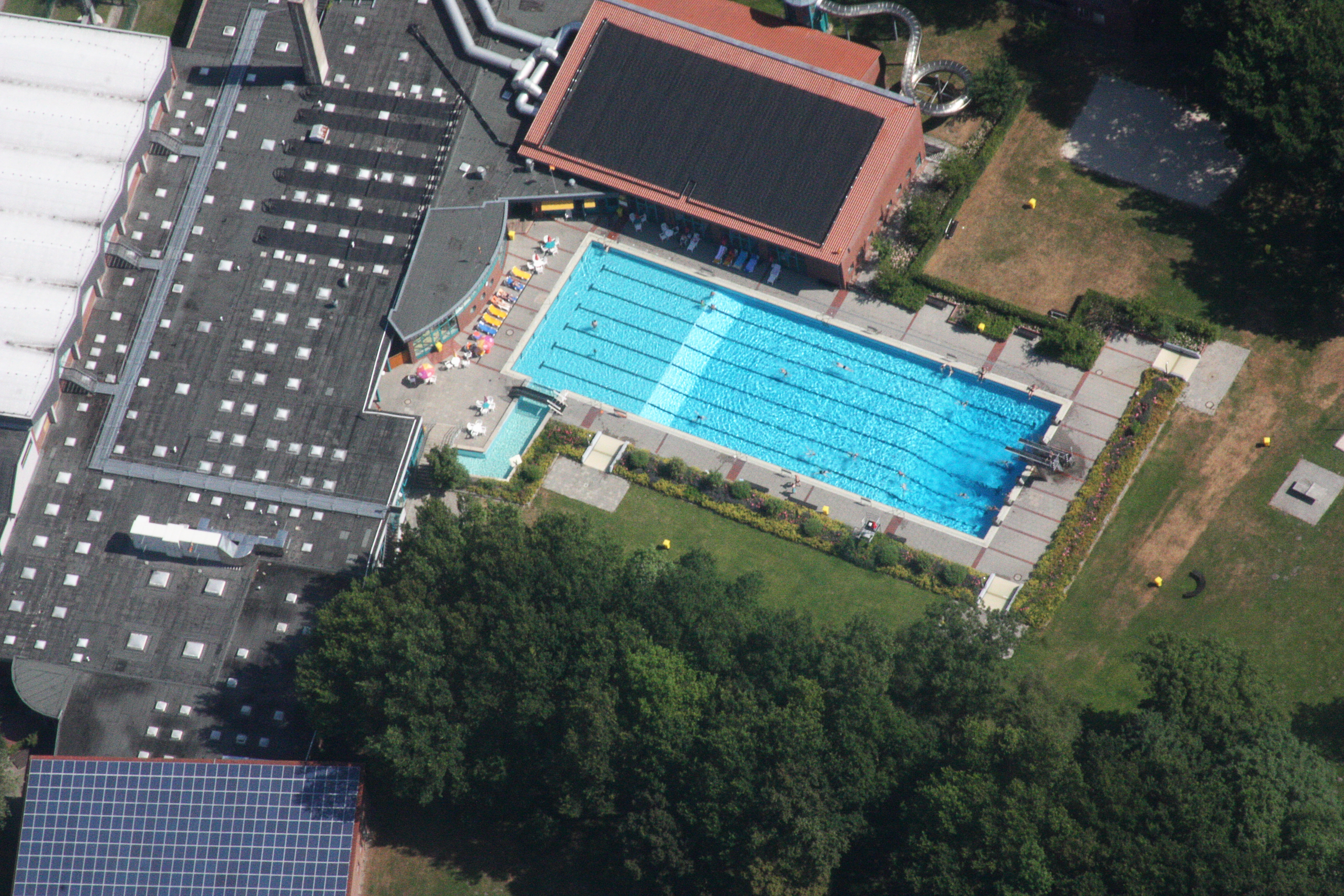
Schwimmbecken eines Freibades aus der Luft

Ein Schwimmbecken, oft auch englisch Swimmingpool genannt, ist ein Becken, das zum Baden, Schwimmen, Spielen oder für den Schwimmsport und andere Wassersportarten verwendet wird. Das klassische Schwimmbecken besitzt eine rechteckige Form und ist meistens gefliest.
Besonders Hotels in wärmeren Gebieten haben im Freien oft Schwimmbecken mit allen möglichen Formen, da diese bevorzugt zur Erholung, zum Spielen und Planschen genutzt werden. Schwimmbäder für den öffentlichen Bereich (Hallenbäder, Freibäder, Freizeitbäder, Hotelschwimmbäder etc.) werden nach sicherheitstechnischen Aspekten nach EN 15288-1 und 2, als auch der Serie EN 13451 ausgelegt. Zusätzlich müssen nationale Anforderungen wie z. B. der Normenserie DIN 19643 für Deutschland beachtet werden. Die für den Schwimmsport zusätzlich erforderlichen Parameter (Längenmaße, Tiefen, Schwimmbahnen etc.) werden nach den Standards der World Aquatics ausgelegt. Diese definieren eine Langbahn mit 50 m Länge und eine Kurzbahn mit 25 m Länge, auf letzterer werden die Kurzbahnwettkämpfe ausgetragen. Weiters werden von der World Aquatics auch die Anforderungen für Synchronschwimmen, Wasserball, Wasserspringen geregelt. Die Anforderungen für Flossenschwimmen, Unterwasser-Rugby, Unterwasserhockey und Apnoetauchen werden von der CMAS definiert.
Daneben gibt es an Schulen Lehrschwimmbecken, die als Schwimmlernzentren einer oder oft mehreren Schulen zugeordnet sind. Werden die schulischen Schwimmlernzentren nicht für das Schulschwimmen genutzt, stehen sie in der Regel dem Schwimmsport zur Verfügung.
Schwimmbecken im privaten Bereich, welche nur wenige Meter Abmessung haben, werden auch schlicht als Pool bezeichnet. Hier werden die allgemeinen und sicherheitstechnischen Anforderungen in der Serie EN 16582 geregelt.

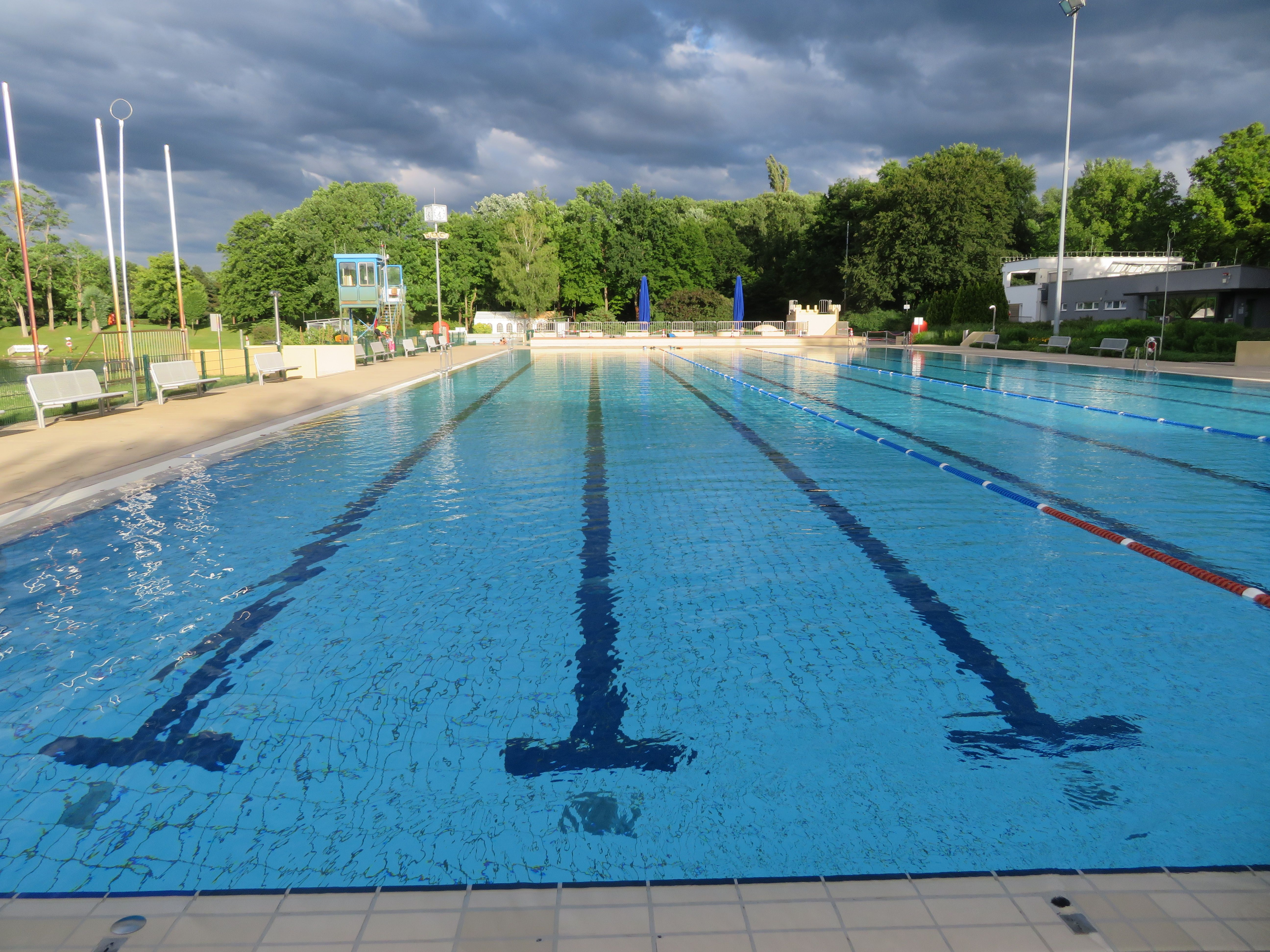
Schwimmbecken in einem Freibad

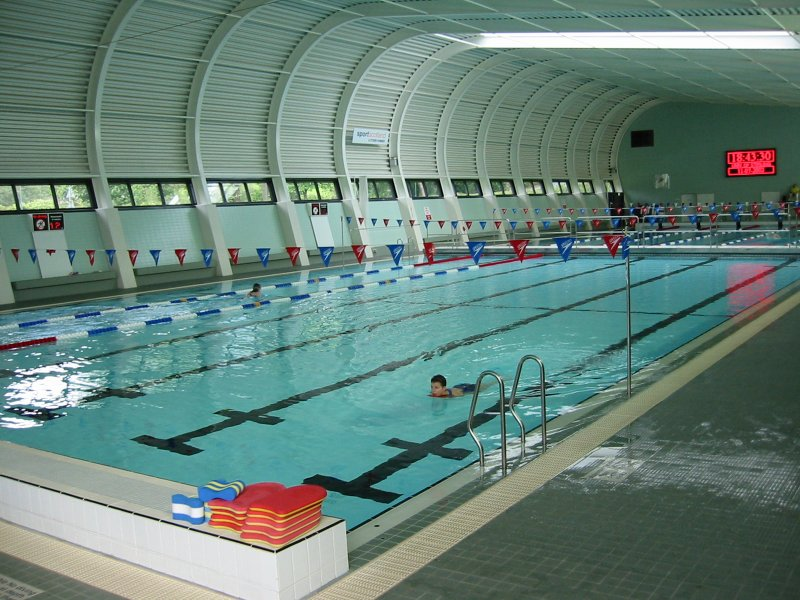
Schwimmbecken in einem Hallenbad

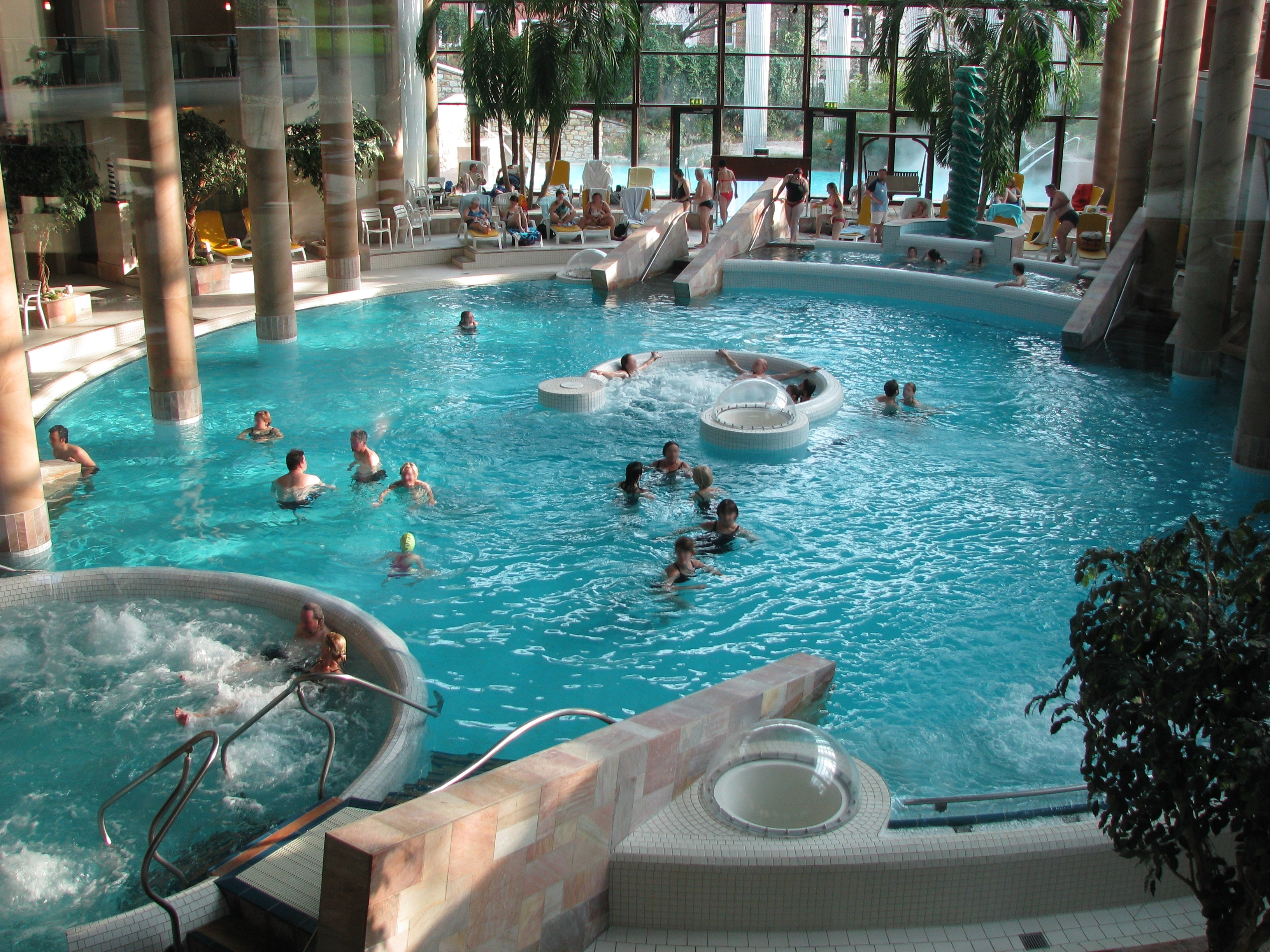
Badelandschaft mit Sprudelbecken

## Hygiene und technische Aspekte
Die Wasserqualität muss besonders in öffentlichen, viel genutzten Schwimmbecken regelmäßig überprüft werden, da sich sonst Krankheitserreger bilden können. Diese Prüfung erfolgt in Deutschland durch Behörden wie das Gesundheitsamt. Eine dauerhaft ausreichende Wasserqualität wird mittels technischer Anlagen wie Filtern, speziellen Konstruktionsprinzipien für die Beckendurchströmung oder mittels chemischer Methoden wie der Zugabe von Chlor gewährleistet.

### Filteranlage
Alle öffentlichen Schwimmbecken besitzen Wasserfilteranlagen, um Blätter, Schmutz und sonstige gröbere Verunreinigungen im Wasser zu entfernen. Das Beckenwasser fließt über die Überlaufrinne ab. Dadurch werden schwimmende Teile (Haare, Körperzellen, Blätter, Blütenstaub) abgesaugt. Von dort fließt es durch Leitungen zum Filter. Im Filter läuft es durch die Filterschichten und gelangt gereinigt und eventuell mit Chlor aufbereitet wieder zurück ins Becken.

### Chlor
Ohne chemische Zusätze würden sich einzellige Algen entwickeln, die durch das in ihnen enthaltene Chlorophyll zu einer Grünfärbung des Wassers führen. Diese Mikroorganismen sind so klein, dass sie von mechanischen Filteranlagen nicht zurückgehalten werden können. Um diese Organismen und auch für den Menschen schädliche Bakterien im Wasser abzutöten, werden dem Wasser in geringen Mengen chemische Verbindungen zugesetzt, die das Element Chlor enthalten.
Die deutsche DIN 19643 fordert für die Desinfektion eine Keimtötung an Pseudomonas aeruginosa von vier Zehnerpotenzen innerhalb von 30 Sekunden, um die Ansteckungsgefahr für Badegäste möglichst niedrig zu halten. Um dies zu erreichen, werden in Deutschland dem Beckenwasser zwischen 0,3 und 0,6 mg/l (Warmsprudelbecken 0,7–1,0 mg/l) freies Chlor zugesetzt.
In der Schweiz liegen die Chlorwerte zwischen 0,2 und 0,8 mg/l (Warmsprudelbecken 0,7–1,5 mg/l) gemäß der SIA 385/9.
In Österreich gibt die ÖNORM M 6215 folgende Werte vor: von pH-Wert 6,5 bis 7,4 mindestens 0,3 mg/l freies Chlor, von pH-Wert 7,4 bis 7,8 mindestens 0,5 mg/l, mit einer Maximalkonzentration von 1,2 mg/l für Hallenbäder und 2,0 mg/l für Freibäder.
Zum Vergleich: Die WHO fordert für die sichere Desinfektion von Trinkwasser einen Chlorwert ≥ 0,5 mg/l bis maximal 5,0 mg/l, mit einem Mindestgehalt an Chlor von 0,2 mg/l beim Verbraucher.
Der typische Hallenbadgeruch kommt nicht vom freien Chlor, sondern von Chlorverbindungen, und kann auf eine unsachgemäße Wasseraufbereitung hinweisen. Der Geruch entsteht auch, wenn das Chlor im Wasser mit Harnsäure aus Urin oder mit Hautschuppen reagiert. Dadurch entsteht Trichloramin, das als typischer Schwimmbadgeruch wahrgenommen werden kann.

### pH-Wert
Der pH-Wert sollte in öffentlichen Bädern, gemäß DIN 19643 Teil 1, zwischen 6,5 und 7,6 liegen. Zu niedrige pH-Werte können dazu führen, dass das Wasser korrosiv wird. Wenn er zu hoch ist, neigt das Wasser zunehmend zu Kalkablagerungen und die Desinfektionskraft von Chlor lässt nach. Außerdem können Augen- und Hautreizungen auftreten, wenn der pH-Wert nicht stimmt.

### Alkalität
Beim Erwärmen des Wassers wird Kohlenstoffdioxid abgegeben, wobei der pH-Wert des Wassers steigt.
Durch Wasseraufbereitung, Aktivsauerstoff-Verbindungen, Calciumhypochlorit, Chlorbleichlauge oder Chlorwasser kann der pH-Wert verändert werden. Bei weichem Wasser treten häufiger und stärker pH-Wert-Änderungen auf als bei härterem Wasser. Deswegen spricht man von einer „Pufferung“ des Wassers gegen pH-Wert-Schwankungen, die in Alkalität gemessen wird. Der Ideal-Wert für die Alkalität liegt bei 100 – 150 mg/l CaCO3 (Calciumcarbonat). In Europa (SI-Einheit) nennt man sie m-Wert, also 2–3 mmol/l.

### Beckeneinströmung
Aufgabe der Beckeneinströmung ist es, das Desinfektionsmittel, im Schwimmbad meist Chlor, möglichst schnell und gleichmäßig an jede Stelle im Becken zu bringen und die Schmutzstoffe möglichst schnell aus dem Becken zu entfernen. Nach heutiger Normung muss das komplette eingeströmte Wasser über die Überlaufrinne fließen, um eine optimale Oberflächenreinigung zu erreichen. Ausnahmen sind die Durchströmung unter Hubböden und Wellenbecken während des Wellenbetriebes.
Man unterscheidet:
- Bei der Vertikaldurchströmung wird das Reinwasser über sogenannte Einströmtöpfe am Boden des Beckens eingeströmt. Die Einströmtöpfe müssen so ausgebildet sein, dass das Wasser verteilt eingeströmt wird und nicht in einem Strahl zur Wasseroberfläche schießt. In der DIN 19643-1, 9.2, wird eine maximale Beckenfläche von 6 m² pro Einströmtopf empfohlen, d. h. für ein Becken mit 100 m² Wasserfläche müssten etwa 17 Einströmungen vorgesehen werden. Es ist darauf zu achten, dass die Wasserverteilung zu den einzelnen Einströmungen gleichmäßig (Hirschgeweih) ist.
- Bei Edelstahlbecken wird meist eine Variante der Vertikaldurchströmung eingesetzt, die Einströmrinnen. Diese Rinnen im Beckenboden sind mit einer Abdeckung mit Ausströmöffnungen abgedeckt. Der Abstand zwischen zwei Einströmrinnen sollte nicht mehr als 4,5 m betragen.
- Bei der Strahlenturbulenz wird das Reinwasser durch Einströmdüsen in den Beckenwänden eingeströmt. Die Düsen sind etwa 30 cm über dem Beckenboden versetzt gegenüberliegend angebracht. Bei tiefen Becken, wie etwa Sprungbecken oder Becken mit Hubboden werden die Einströmdüsen auf zwei Ebenen angebracht. Die Anzahl der Einströmdüsen hängt von der Beckenbreite ab, der Düsendurchmesser vom Volumenstrom. Für die Einströmung muss genügend Druck an der Düse zur Verfügung stehen.
- Die Längsdurchströmung ist eine nicht mehr gebräuchliche Art der Durchströmung, wo auf einer Beckenseite das Wasser eingeströmt wird und auf der gegenüberliegenden Seite ein Teil des Wassers wieder abgesaugt wird. Nur ein Teil des eingeströmten Wassers, häufig 50 %, wird über die Überlaufrinne abgeführt.

### Energieverbrauch
Freibäder benötigen wie alle Schwimmbäder zum Erhalt einer angenehmen Badetemperatur eine relativ große Menge Energie. 1988 wurden die Heizkosten für alle öffentlichen Bäder in Deutschland auf ca. 400 Mio. Euro beziffert; eine Summe, die infolge deutlich höherer Energiekosten mittlerweile noch um einiges höher sein dürfte. Ein Teil der benötigten Wärmeenergie wird durch solare Strahlungsgewinne infolge von Sonneneinstrahlung auf die Wasserfläche erzielt, dennoch muss zugeheizt werden. Man geht davon aus, dass während einer Badesaison der zusätzlich nötige Heizenergiebedarf eines Beckens mit 23 °C Stütztemperatur bei ca. 300 kWh/m² Oberfläche liegt. Die Schwimmbadheizung kann mittels Solarthermie vollständig regenerativ gedeckt werden. Bei diesen Anlagen fällt Wärmebedarf und die Erzeugung zeitlich zusammen, zudem sind sie mit Wärmepreisen von 0,04–0,07 €/kWh heute mit konventionellen Energien wirtschaftlich konkurrenzfähig. Da Schwimmbäder nur geringe Vorlauftemperaturen benötigen, können sie ebenfalls sehr wirtschaftlich mittels Wärmepumpen beheizt werden.

#### Poolüberdachung und Poolabdeckung
Zum Zweck der Energie- und Kosteneinsparung verfügen viele Schwimmbecken über eine wärmedämmende Abdeckung. Bei Einsatz einer solchen Schwimmbadabdeckung, die nachts die Auskühlung des Beckens verringert, lassen sich die auftretenden Wärmeverluste um 40 bis 50 % reduzieren. Eine Schwimmbadabdeckung wird für den Privatgebrauch entweder als Poolüberdachung oder als Poolabdeckung realisiert. Während eine Poolüberdachung meist eine 0,5–3,5 m hohe, durchsichtige Plexiglaskonstruktion ist, handelt es sich bei einer Poolabdeckung um eine meist begehbare, flache Konstruktion aus Paneelen, die direkt auf dem Wasser schwimmen.
Ziel dieser Abdeckungen:
- Schutz von Mensch und Tier
- Verhindern einer Verschmutzung des Pools durch äußere Einflüsse (Laub, Äste, Vogelkot, Regenwasser etc.)
- Verlangsamung der Wasserabkühlung
- Stromersparnis durch geringeren Einsatz der Wärmepumpe
- Verlängerung der Benutzungszeit

Im Gegensatz zu einer Poolabdeckung kann es sich bei einer Poolüberdachung, abhängig vom Bundesland, um ein genehmigungspflichtiges Bauvorhaben handeln. Grundsätzlich fallen konventionelle Überdachungssysteme im Regelfall nicht unter die bis 100 m² Grundfläche baugenehmigungsfreie Kategorie „luftgetragene Überdachung“, sondern möglicherweise unter die Kategorie „fliegende Bauten“. In der BayBO bspw. ist dieser Fall nicht explizit geregelt, entsprechend ist ein Gespräch mit der Baubehörde anzuraten.
Im französischen Gesetz wurden am 3. Januar 2003 einige Vorbeugungs- sowie Sicherheitsmaßnahmen festgelegt. Alle errichteten Schwimmbecken müssen die Norm NF P 90-308 erfüllen. Sinn und Zweck dieser Bestimmung ist es, Anzahl und Unfälle durch Ertrinken von Kindern unter fünf Jahren zu verhindern. Sie legt die Mindestanforderungen an Sicherheit, Prüfverfahren und die Verbraucherinformation in Hinblick auf die Sicherheitsabdeckung und deren Einhängevorrichtung fest.

### Elektrische Anlagen
In Bereichen von Wasserbecken, also auch von Schwimmbecken, besteht für Menschen auf Grund der feuchten Umgebungsbedingungen ein höheres Risiko, durch elektrische Anlagen und Einrichtungen gefährdet zu werden, als in der sonst üblichen trockenen Umgebung. Elektrische Geräte wie Pumpen, Steuerungen, Dosierungsanlagen, Beleuchtung usw. sollten immer von einem Fachmann installiert werden. Es gelten besondere Anforderungen für die elektrischen Anlagen in diesen Bereichen. Sie sind Gegenstand der Norm/Sicherheitsbestimmung DIN VDE 0100-702 (VDE 0100-702). Eine ausführliche Erläuterung zur Ausführung der elektrischen Anlage in Bereichen von Schwimmbecken und anderen Wasserbecken nach DIN VDE 0100-702 (VDE 0100-702) mit vielen Bildern und Lösungen von Praxisproblemen ist in Band 67B der VDE-Schriftenreihe enthalten.

### „Kalkablagerungen“
Vermeintliche „Kalkablagerungen“ in Schwimmteichen oder Schwimmbecken bestehen meist aus homogenen Gemischen von Calciumcarbonat, Mischcarbonaten, Apatit, Siliziumdioxid und Silikaten und sind deswegen auch mit Säuren nur schwer lösbar. Diese mattenförmigen harten Ablagerungen können auf Beckenwandfolien, Betonverkleidungen und durch Sedimentation am Boden stattfinden, wenn Restwasser im Winter veralgt und nicht gechlort wird. Der Entstehungsvorgang in (künstlichen) Gewässern durch Biomineralisation ist bei Wasserhärte#Kalk-Kohlensäure-Gleichgewicht eingehend beschrieben.

## Bauarten gemäß FINA
Die Angaben beziehen sich auf die Standards der FINA.

### Planschbecken

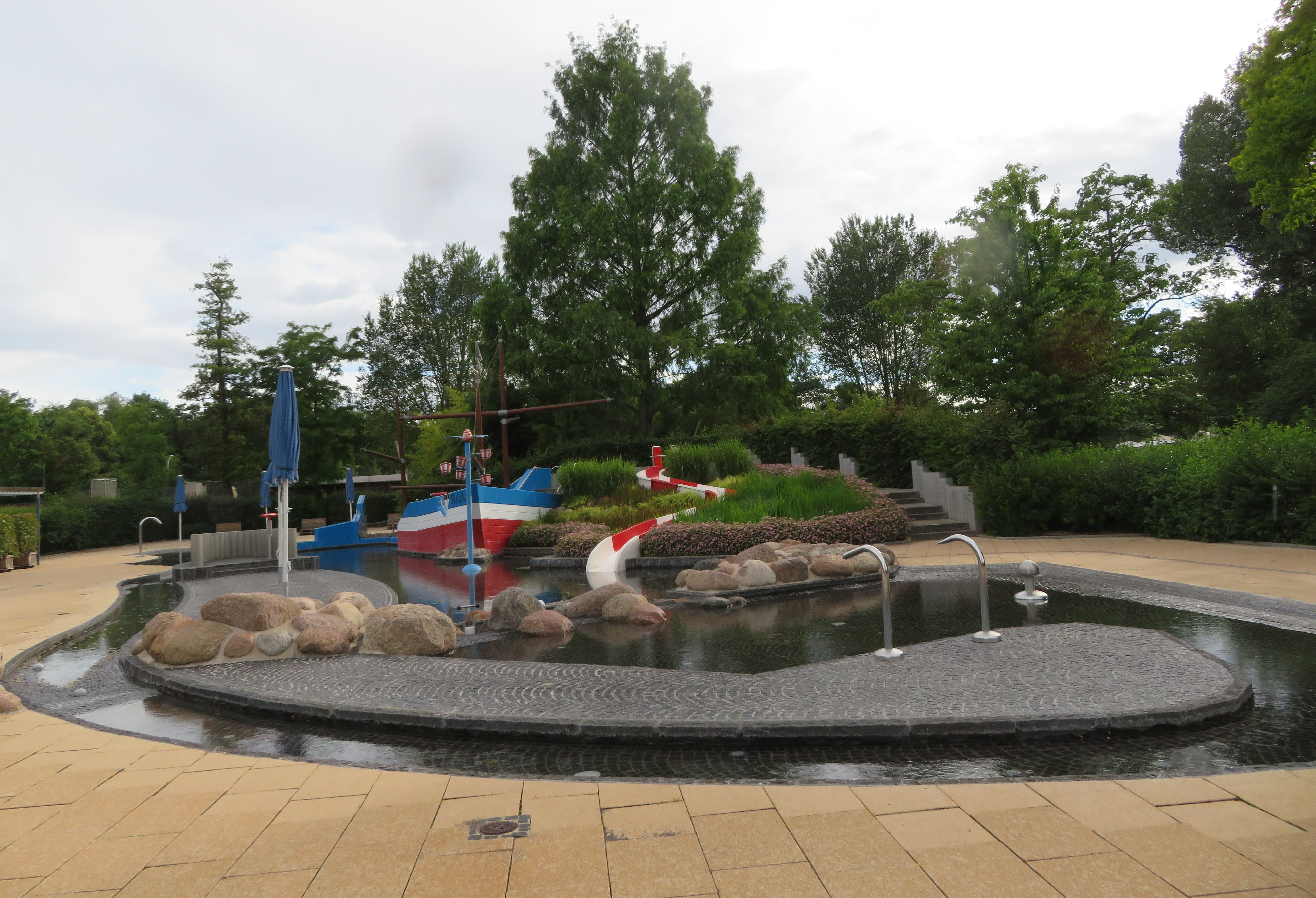
Planschbecken neben Liegewiese mit Schatten spendenden Bäumen

Die Planschbecken dienen den Kleinkindern zur Wassergewöhnung und zum Spielen und sind oft mit zusätzlichen Wasserattraktionen wie Wasserpilz, Wasserspeier etc. ausgestattet. Laut den KOK-Richtlinien sollten Planschbecken den unterschiedlichen Körpergrößen und Spielwünschen der Kinder angepasst sein. Nach DIN 19643-1 darf die Wassertiefe höchstens 0,6 m betragen.

### Nichtschwimmerbecken
Nichtschwimmerbecken haben eine Wassertiefe bis höchstens 1,35 m und für die Wassergewöhnung einen Zugang aus niedrigen Treppenstufen, der sich meist über eine gesamte Seitenlänge des Beckens erstreckt. Nichtschwimmerbecken sind für diejenigen gedacht, die das Schwimmen (noch) nicht erlernt haben und Bodenkontakt oder Schwimmhilfen wie Schwimmflügel benötigen.

### Schwimmerbecken
Schwimmerbecken haben eine Wassertiefe von mehr als 1,35 m. Bei einer Beckenlänge von 25 Metern sind mindestens vier, bei einem 50-Meter-Becken sechs in Nischen der Beckenwände eingelassene Beckenleitern vorgeschrieben, davon kann eine durch eine Beckentreppe ersetzt werden.

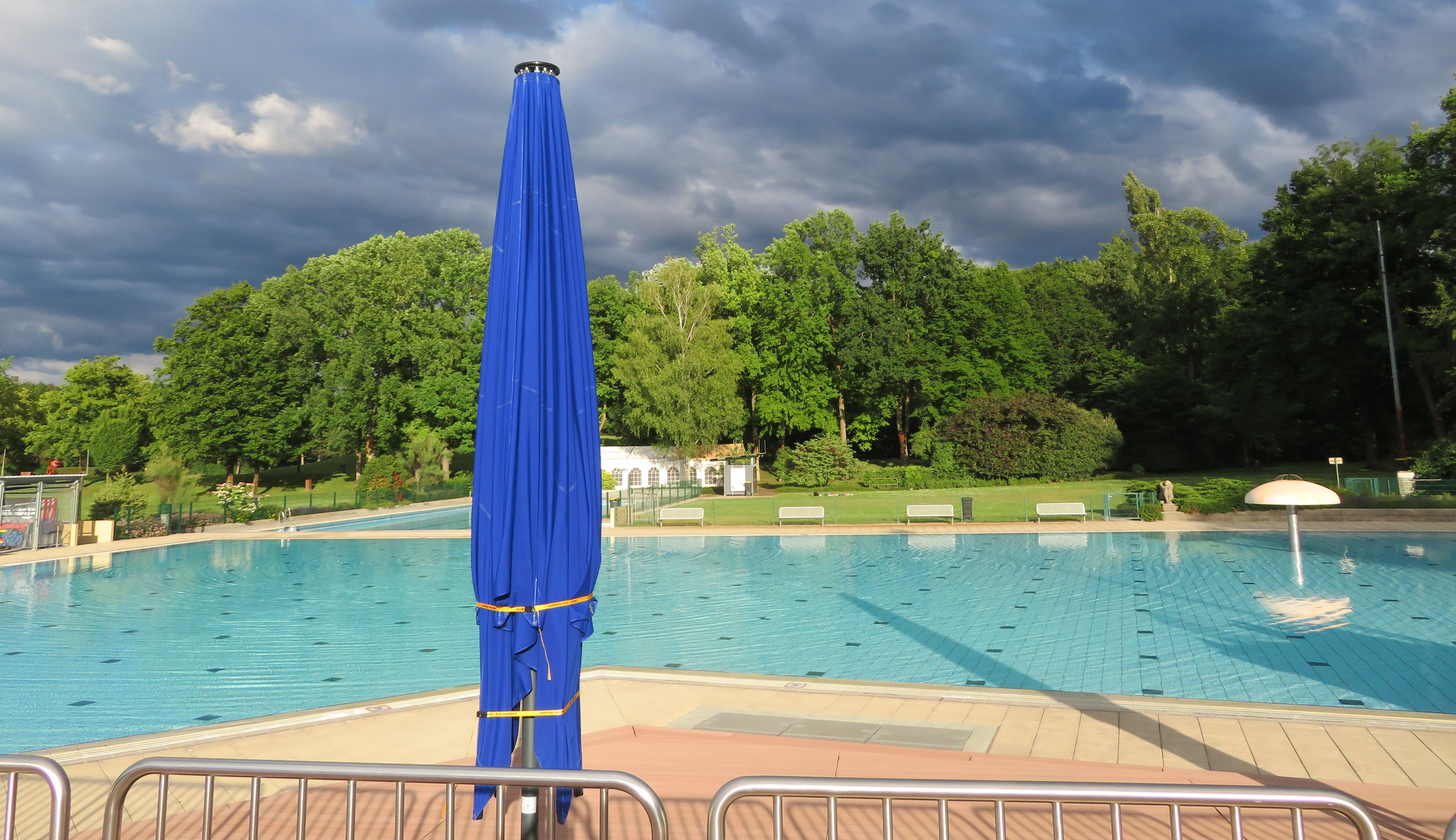
Nichtschwimmerbecken. Links hinten ein Lehrschwimmbecken
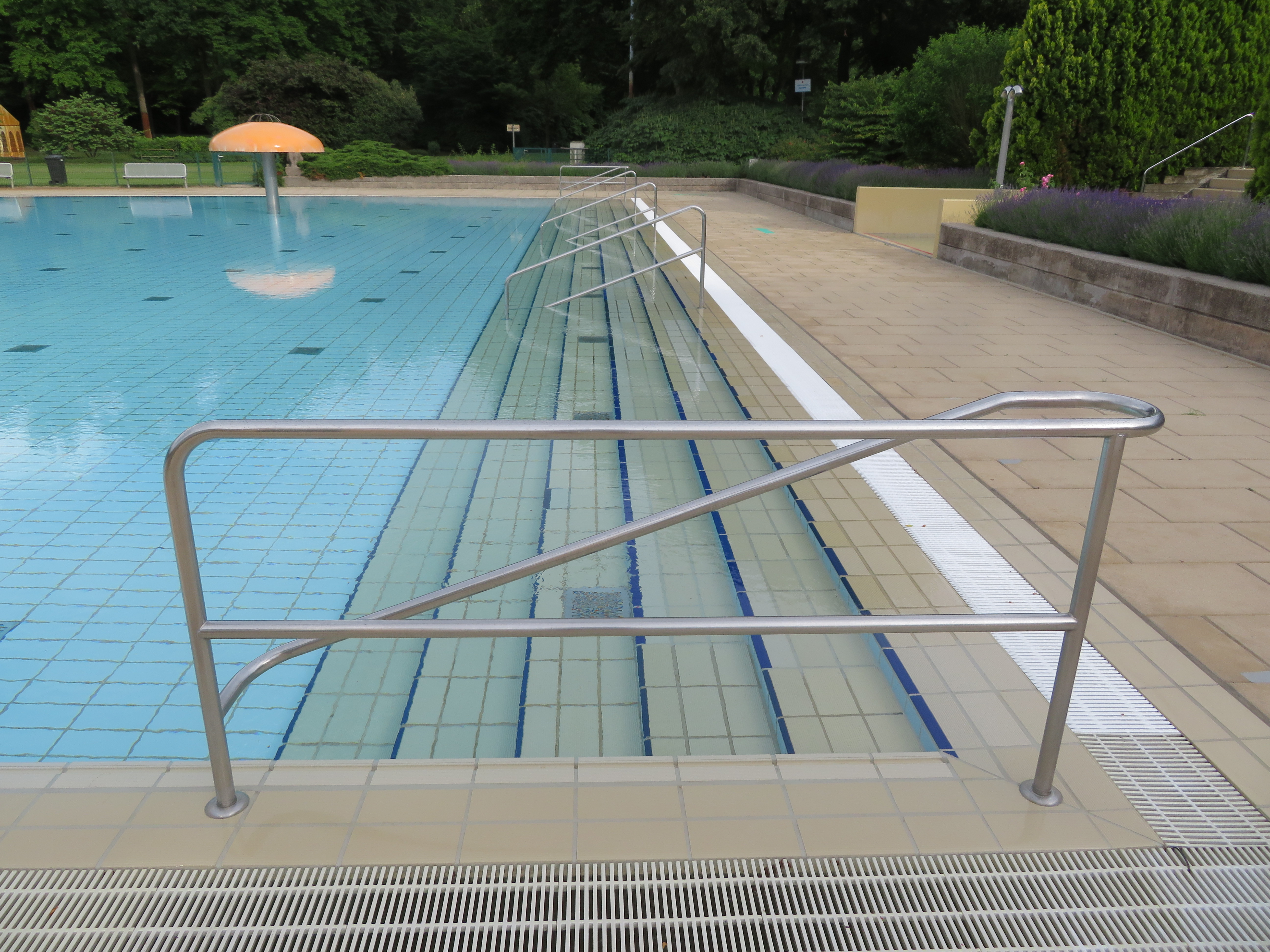
Treppe in ein Nichtschwimmerbecken
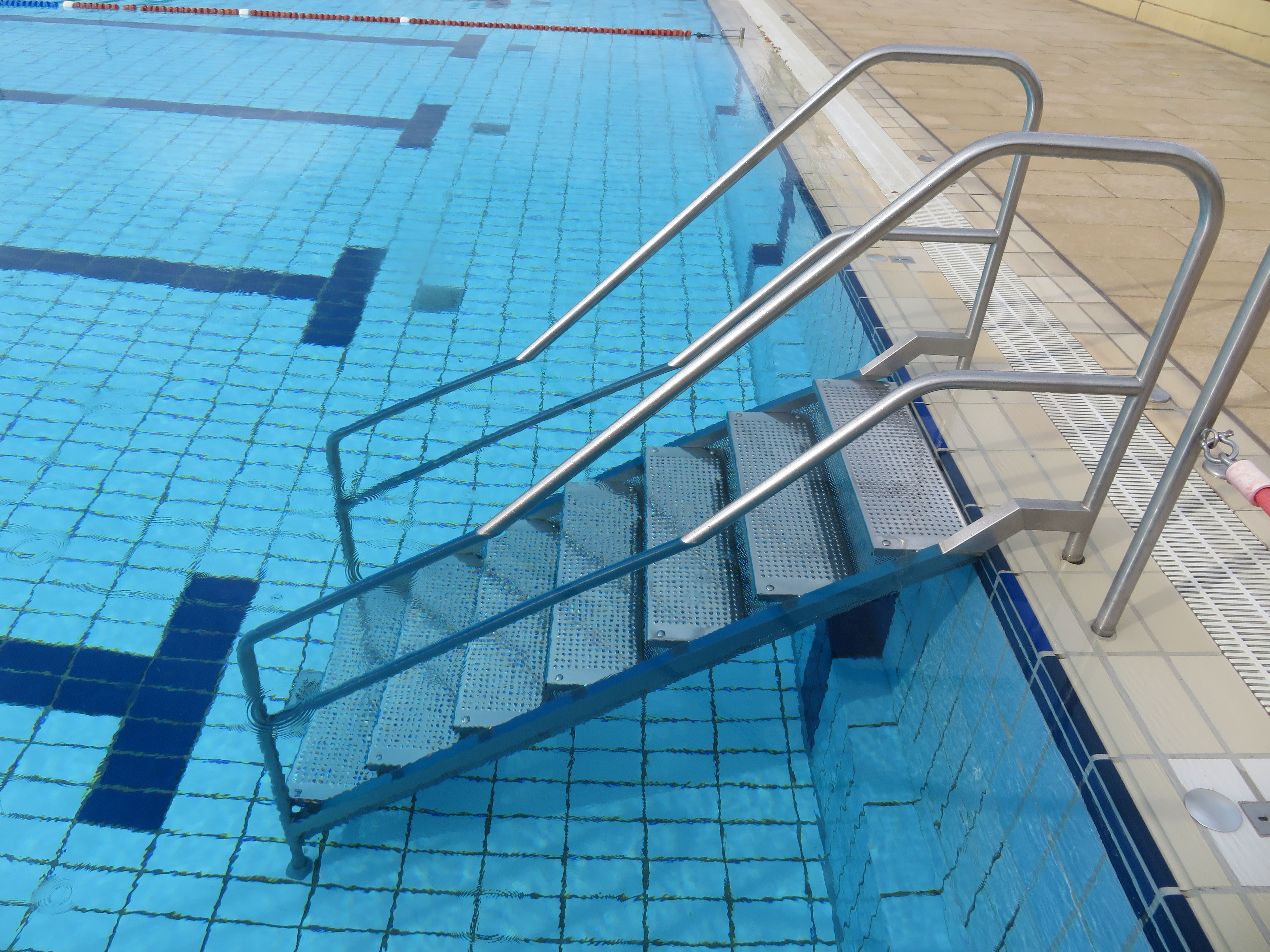
Treppe in ein Schwimmerbecken
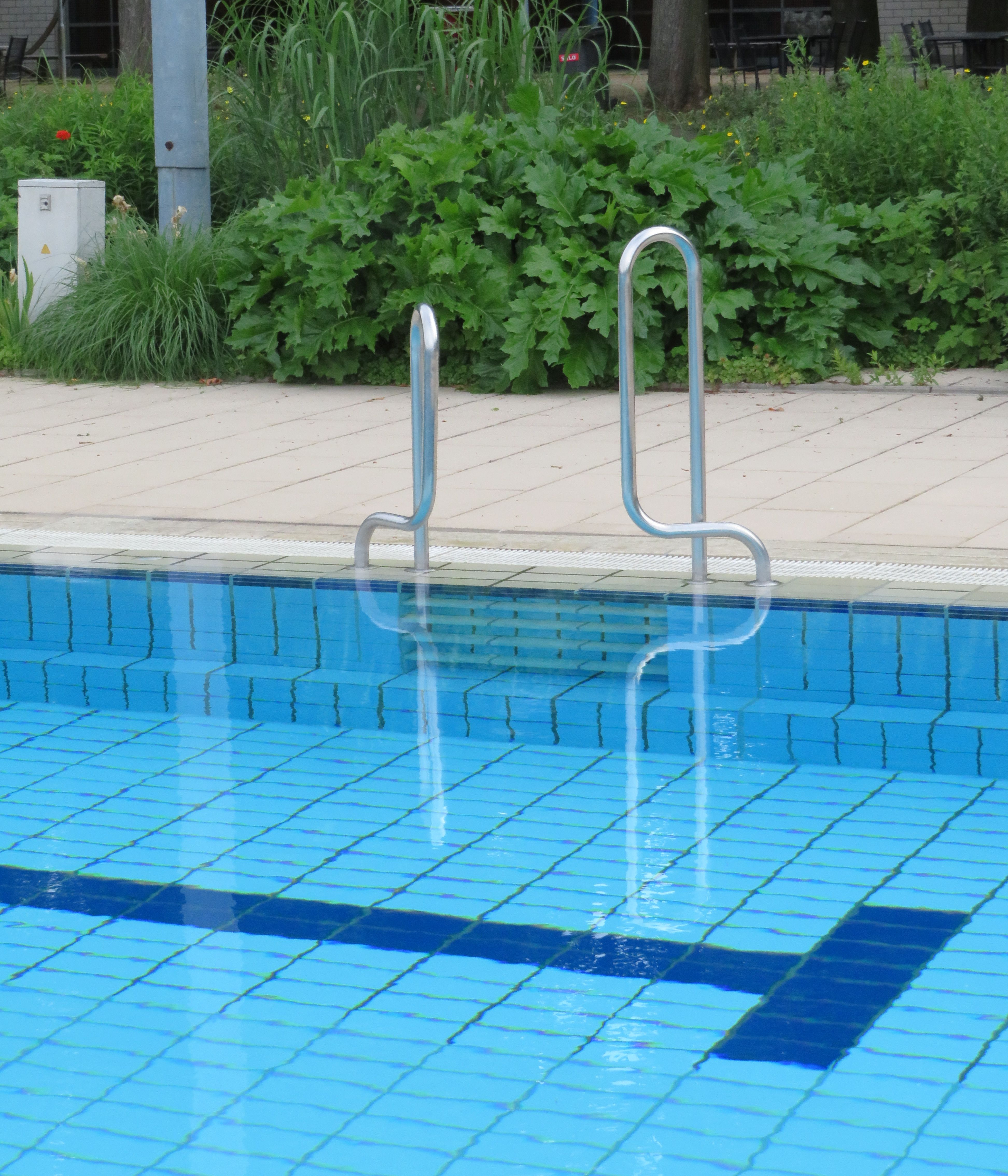
Beckenleiter in ein Schwimmerbecken
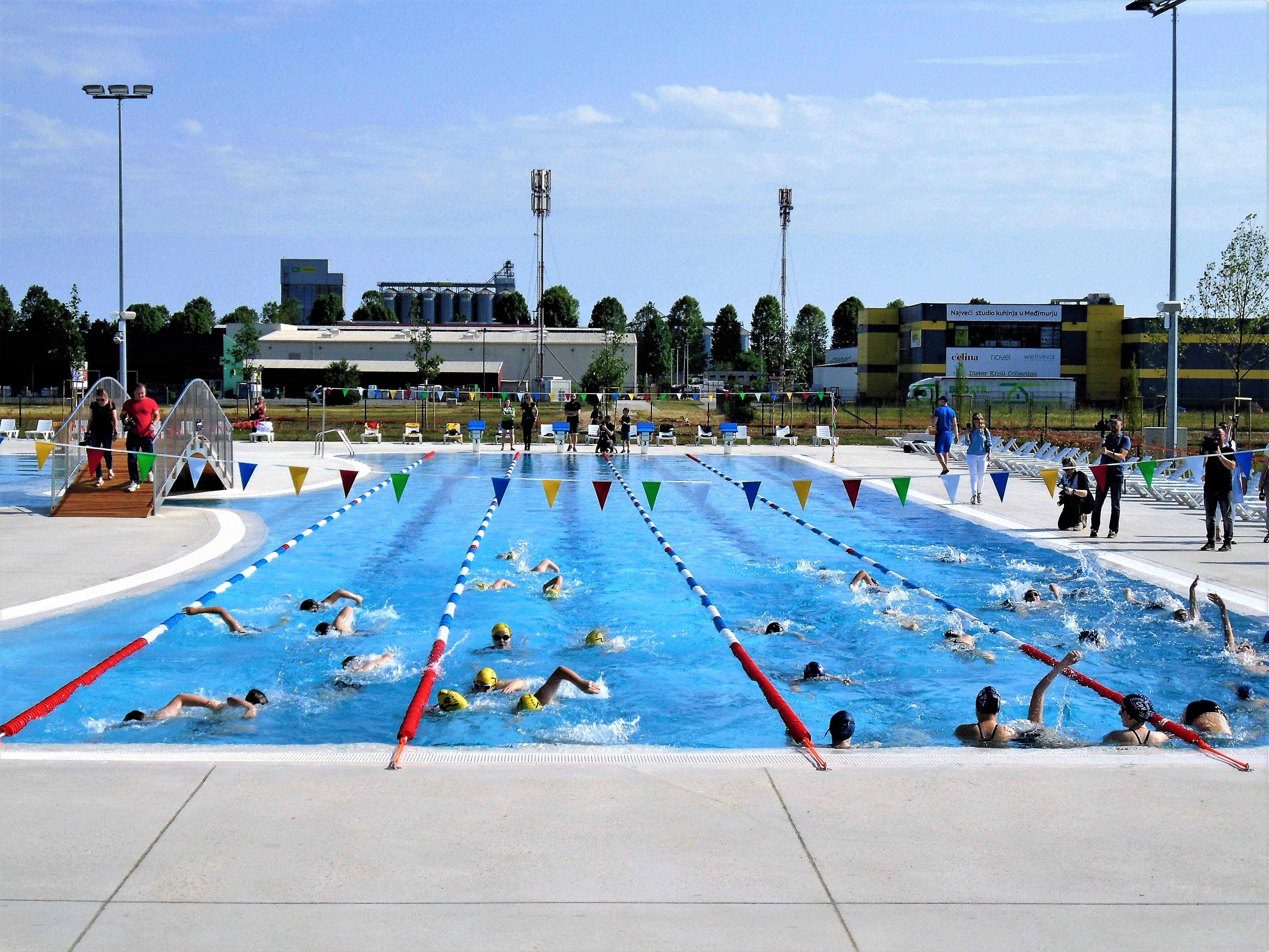
Schwimmerbecken voller Schwimmer

### Schwimmbecken bei den Olympischen Spielen

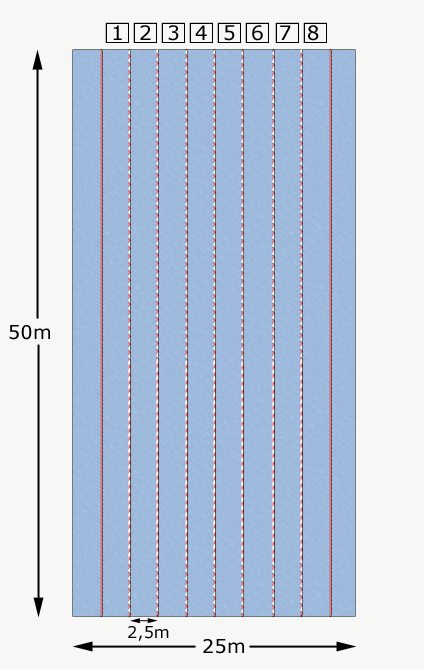
Ein geeignetes Schwimmbecken für die Olympischen Spiele

Generell wird bei Wettkämpfen zwischen der 25-m-Kurzbahn und der 50-m-Langbahn unterschieden, wofür jeweils unterschiedliche Weltrekordlisten geführt werden.
Ein Schwimmbecken bei den Olympischen Spielen muss besondere Kriterien erfüllen, damit die gleichen Bedingungen in allen olympischen Sportstätten herrschen und ein besserer internationaler Vergleich stattfinden kann. Die Eigenschaften eines olympischen Schwimmbeckens sind folgende:
| Länge:             | 50 m                                    |
| Breite:            | 25 m                                    |
| Anzahl der Bahnen: | 10 (es wird aber nur auf 8 geschwommen) |
| Schwimmbahnbreite: | 2,5 m                                   |
| Wassertemperatur:  | 25–28 °C                                |
| Lichtstärke:       | >1500 lux                               |
| Tiefe:             | mind. 2,5 m                             |

Auf dem Beckengrund befinden sich schwarze Linien entlang der Bahnen, damit sich die Schwimmer beim Freistil-, Brust- und Schmetterlingsschwimmen besser orientieren können. Neben den Bahnen 1 und 8 müssen an der Außenseite jeweils 2,5 m Platz zum Beckenrand sein, was de facto zwei leeren Bahnen entspricht. Diese tragen meist die Nummern 0 und 9 und können bei anderen Wettkämpfen mit verwendet werden, sodass die maximale Bahnanzahl in einem Sportbecken in der Regel bei zehn liegt.
Die Genauigkeitsanforderungen an die Beckenlänge sind hoch, da bereits eine Längendifferenz von 1 cm nach zwei Bahnen zu einer Zeitdifferenz von circa 1/100 Sekunde führt. Aus diesem Grund wurde die Zeitmessung auf tausendstel Sekunden, die bei den Olympischen Spielen 1972 verwendet wurde, wieder abgeschafft. Wenn elektronische Anschlagsfelder benutzt werden, so muss die Strecke zwischen ihnen trotzdem 50 m betragen. Damit ist gemeint, dass, wenn solche Platten im Nachhinein innerhalb des Beckens montiert werden, sich durch deren Stärke die Schwimmstrecke um wenige Millimeter bzw. Zentimeter verkürzen kann.

### Wettkampfschwimmbecken
Um für Wettkämpfe geeignet zu sein, müssen Schwimmbecken samt ihren umgebenden Einrichtungen zumindest den Vorschriften der nationalen Schwimmverbände genügen. Die Deutsche Vorschrift kennt Bahnen der Kategorien A (mit höchsten Anforderungen für internationale Wettkämpfe in der Zuständigkeit von World Aquatics und European Aquatics), B, C und letztlich D (für regionale amtliche Wettkämpfe).
Trennwände und Absenkböden sind in der europäischen Norm EN 13451-11 geregelt. So wird eine Neigung von höchstes 6,6 % festgelegt.
Becken haben demnach samt montierter Anschlagmatten oder -platten eine Länge von 50 oder 25 m aufzuweisen. Gemessen wird auf Millimeter, Toleranz besteht nur nach oben hin: + 2 oder + 3 cm von der Soll-Länge. Je nach Wettkampftyp sind Beckenbreiten von 25 (für A), 21 (B), 16,67 (C) oder 10 m (D) gefordert. Für Schwimmen ist eine Tiefe von 2 m erforderlich, für Synchronschwimmen eine solche von 3 m auf einer Teillänge von 12,5 m. 8 Bahnen werden durch 9 gespannten Bahntrennleinen, mit wellenbrechenden Schwimmkörpern von 5 bis 15 cm Durchmesser, abgeteilt. Die äußersten Leinen sind in der Grundfarbe grün, es folgen jeweils 2 blaue Leinen und in der Mitte 3 gelbe. Die Auftauchmarkierung liegt 15 m vom Absprung entfernt, die Mitte von 50-m-Becken wird ebenfalls 20 cm lang andersfarbig markiert, die ersten und letzten 5 m sind rot. Seitlich der 2,5 m breiten Bahnen 1 bis 8 müssen im Fall A Leerbahnen vorhanden sein. Bahnen sind 2,5 m breit, für Jugendliche eventuell nur 2 m. Bahnlinien am Beckenboden und Ziellinien an den Beckenwänden weisen Querstriche auf. Oberhalb der Wasserfläche ist bei Meter 15 eine Fehlstartleine in mind. 1,2 m Höhe gespannt, die bei Bedarf ins Wasser fällt, und dienen Flaggenleinen 5 m vor den Bahnenden in 1,80 m Höhe Rückenschwimmern als Wendehinweis. Anschlagplatten reichen 30 cm über und 60 cm unter die Wasseroberfläche und dürfen Löcher oder Schlitze nur bis 8 mm Breite aufweisen, damit man sich nicht mit einem Finger verhängen kann.
Absprungsockel haben eine mit 5 bis 8 mm Radius gerundete Vorderkante, die mit der Beckenwand fluchtet und 50–75 cm über dem Ruhewasserspiegel liegt. Die oben liegende Absprungplatte muss mind. 50 cm × 50 cm groß sein und 5–10° vom Becken weg ansteigen. Ein Abstoßkeil mit 30° Neigung erfordert eine 75 cm lange Platte.
Anschlagmatten sind 2,40 m breit, 0,9 m hoch und 1 cm (± 2 mm) dick.
Die Wassertemperatur ist 25–28 °C. Es darf keine die Schwimmzeiten beeinflussende Strömung bestehen. Die Raumakustik erfordert eine Dämpfung. Nahe der Wasseroberfläche muss Frischluft vorhanden sein. Beleuchtung von 1500 (A) bzw. 600 (B) Lux (1 m über dem Wasser gemessen) ist gefordert, und dass Unterwasserscheinwerfer nicht blenden dürfen.
Während Wasserball auf innen 3 m breite Tore in 1,80 oder 2 m tiefen Becken gespielt wird, benötigt Unterwasser-Rugby die viel größere Tiefe (3,5–5 m) eines Sprungbeckens. Hallendecken müssen mindestens 4 m (lichte Höhe) über dem Wasser liegen, bei Wasserballnutzung 6 m, bei Sprunganlagen entsprechend höher.
Beckenraststufen von 10 bis 15 cm Breite in 1,20 bis 1,35 m Tiefe nützen zum Ausrasten.
Das Überlaufrinnensystem Finnische Rinne mit vorgelagerter Anlaufschräge und Überlaufkante (ähnlich einem Streichwehr) dämpft Wasserwellen am besten.

### Mehrzweckbecken
Mehrzweckbecken sind Becken, die sowohl Nichtschwimmer- als auch Schwimmerbereiche umfassen.

### Sprungbecken
Sprungbecken haben eine Wassertiefe von mindestens 3,40 m. Die Sprungtürme sind normalerweise 1 m, 3 m, 5 m, 7,5 m oder 10 m hoch.
Für solche Sprunganlagen werden Wassertiefen von 4,5 oder 5 m gefordert. Für maximal 5 m Höhe reicht eine Tiefe von 3,80 m. Bretter (50 cm breit) und Plattformen (1,5 bis 3 m breit), die gleich weit über den Beckenrand (1,25 oder 1,50 m) ragen, müssen 2 bis 2,9 m seitlichen Achsabstand haben. Sprungbretter für Leistungsspringen sind aus Alu und 5 oder 6 m lang und der vordere Auflagepunkt zur Einstellung der Härte und je nach Körpergewicht per justierbarer Walze verstellbar. Die Wasseroberfläche wird durch eine mechanische Kräuselanlage oder Berieselung am Rand bewegt und dadurch optisch erkennbar gemacht. Nur im Training dürfen Luftblasen (Bubbleanlage am Beckenboden, „Luftkissen“) das Wasser beim Eintauchen weicher machen. Die Schwingungsfrequenz von Plattformen und Turm sind mit 10 bzw. 3,5 Hz festgelegt. Eine Plattform darf unter 1000 N Last (Gewichtskraft von etwa 100 kg) nur 1 mm nachgeben.
Swiss Swimming empfiehlt Sprungbecken tiefer und größer als von FINA gefordert zu errichten, da moderne Bretter mehr federn und größere Höhen und bei ungeübten Springern auch mehr Weite des Sprungs erzielen. Sprungbretter und -plattformen dürfen −0/+5 cm Höhentoleranz aufweisen und sind bei Außenanlagen auf der Nordhalbkugel bevorzugt nach Norden auszurichten, damit die Sonne und ihr Reflex am Wasser nicht blendet. Auch Trockensprunganlagen werden behandelt. Empfohlen werden warmer Whirlpool oder Dusche für Springer, eine ins Wasser reichende Treppe um Springern schnelles und leichtes Heraussteigen zu ermöglichen und eventuell sogar ein Lift zur 10-m-Plattform. Der Schweizer Verband fordert 26 °C Wassertemperatur.

### Variobecken
Variobecken sind Becken mit höhenverstellbarem Zwischenboden, mit dem die Wassertiefe variiert werden kann. Allerdings ergibt sich das Problem, eine ausreichende Beckendurchströmung zur Reinigung sicherzustellen.

### Wellenbecken
Im Wellenbecken werden künstliche Wellen erzeugt, was mit mehreren Methoden geschehen kann. Wellenbecken haben eine Auslaufseite, also eine Seite mit leichtem Anstieg, vergleichbar mit Stränden.

### Warmbecken
Die Wassertemperatur in Warmbecken beträgt 32 °C bis 35 °C.

## Weitere Bauarten

### Aufstellbecken

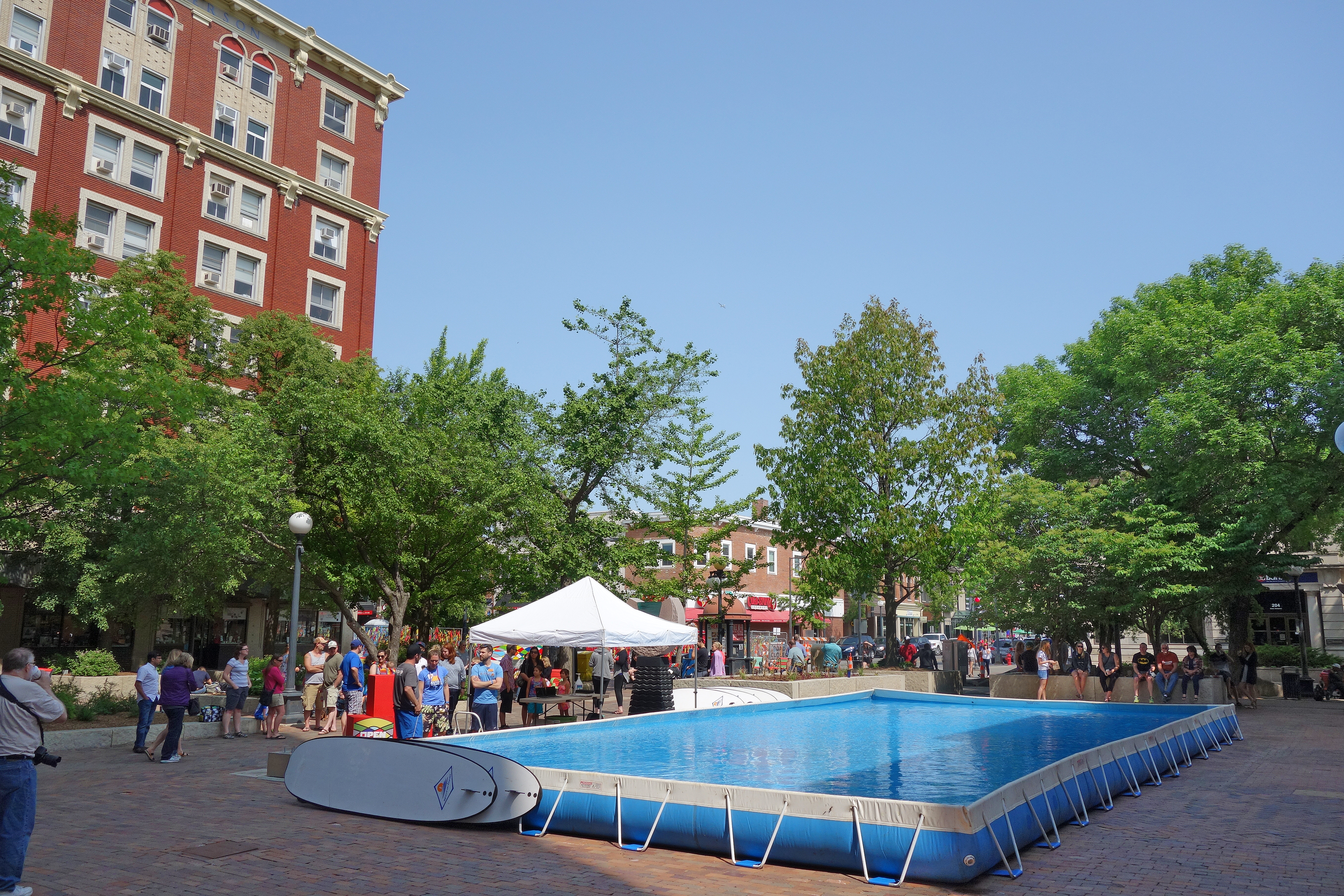
Aufstellbecken

Eine andere Art von Schwimmbecken sind Aufstellbecken, die auf den Boden gestellt und mit Wasser befüllt werden. Solche Becken bestehen meist aus einer festen Kunststoffwand, die auf- und abbaubar ist.
Außerdem gibt es seit jüngerer Zeit sogenannte Quick-Up-Pools. Sie besitzen überhaupt keine feste Wand mehr, sondern nur noch einen aufblasbaren Ring und stellen sich alleine durch das Befüllen mit Wasser auf.

### Infinity Pool

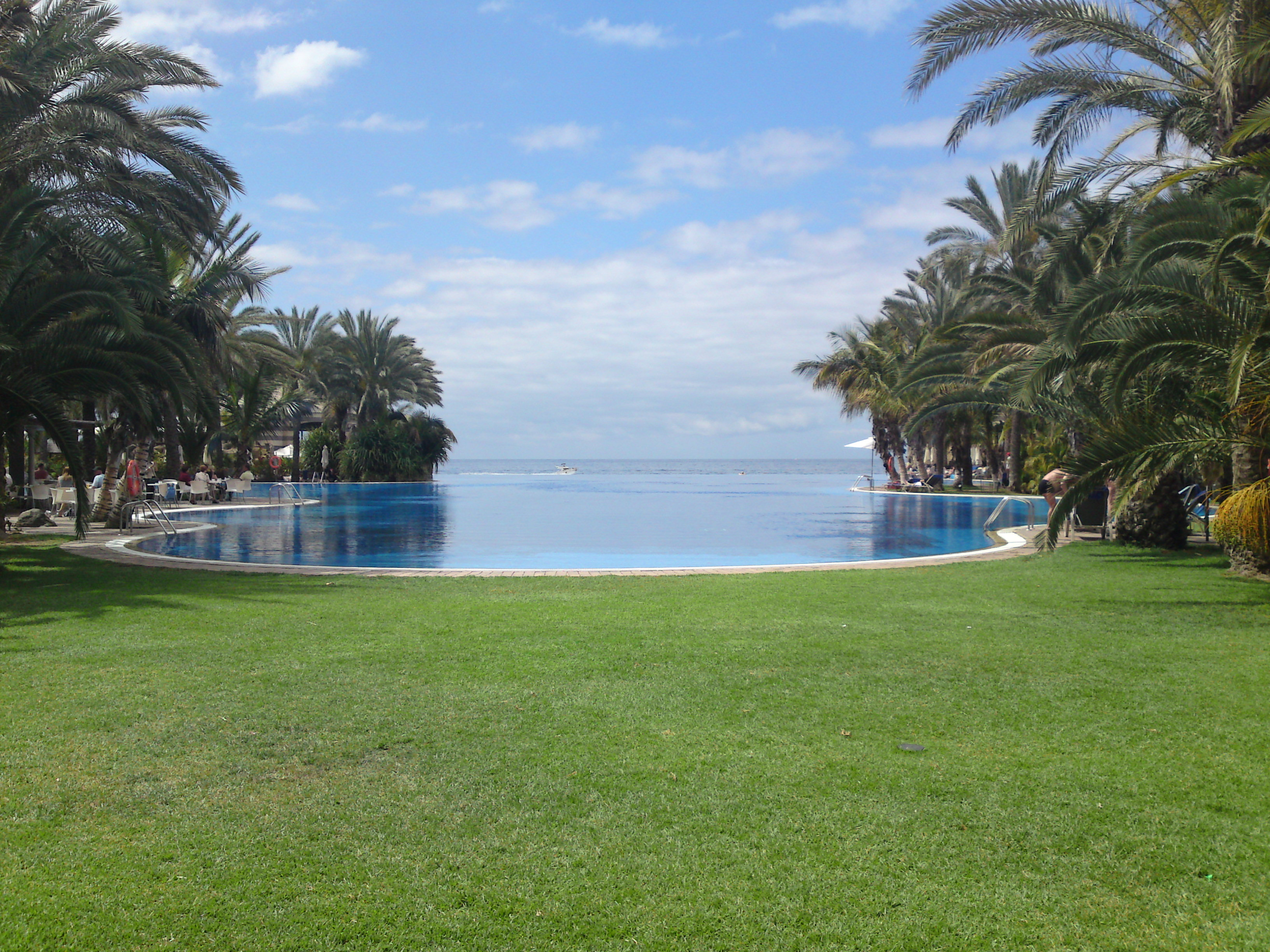
Infinity Pool auf Gran Canaria

Ein Infinity Pool ist ein Pool, bei dem eine Seitenkante nicht höher als der Wasserspiegel im Becken ist. Oft ist diese Seitenkante aus dickem Glas. Über die Glaskante schwappendes Wasser wird außen in einer Überlaufrinne aufgefangen und bleibt im Wasserkreislauf.
Man kann den Eindruck haben, das Wasser würde in der Endlosigkeit (engl. „infinity“) verschwinden. Oft ist die Überlaufkante an der Seite des Beckens, an der die Aussicht auf die Umgebung am schönsten ist.

### Schwimmteich, Naturpool, biologischer Pool
Ein Schwimmteich oder Badeteich ist ein stehendes Gewässer, das meist künstlich angelegt wurde und das gut zum Schwimmen oder Baden geeignet ist. Man nennt ihn auch Naturpool, biologischer Pool oder Bioteich.
Man unterscheidet
- Schwimmteich für öffentliche Nutzung = Freibad mit biologischer Wasseraufbereitung
- Schwimmteich für private Nutzung.

### Badeschiff

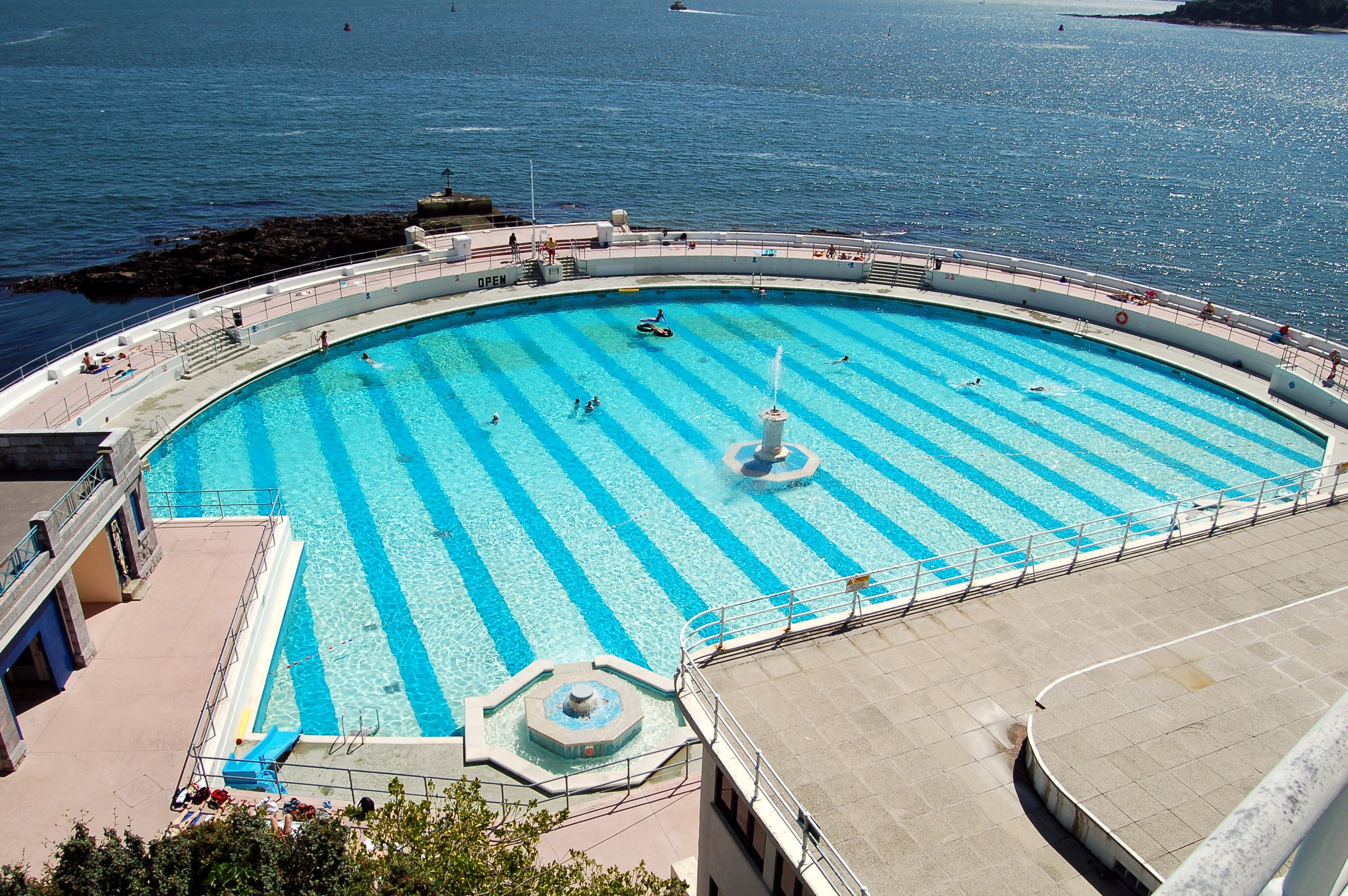
Tinside Pool in Plymouth im Südwesten Englands

Ein Badeschiff ist ein zum Fluss hin geschlossener Behälter, der einen Wasserzulauf hat.
Bekannte Badeschiffe sind das Badeschiff (Berlin) (seit 2004) und das Badeschiff (Wien).

### Meerwasserschwimmbad
Meerwasserschwimmbäder werden direkt ans Meer gebaut und sind vor allem im Vereinigten Königreich weit verbreitet. Meist werden die Becken so gebaut, dass diese durch den Tidenhub auf natürliche Weise ständig mit frischem Meerwasser versorgt werden und ohne zusätzliche Pumpen in einem regelmäßigen Zyklus ein vollständiger Wasseraustausch stattfindet.

## Private Anlagen

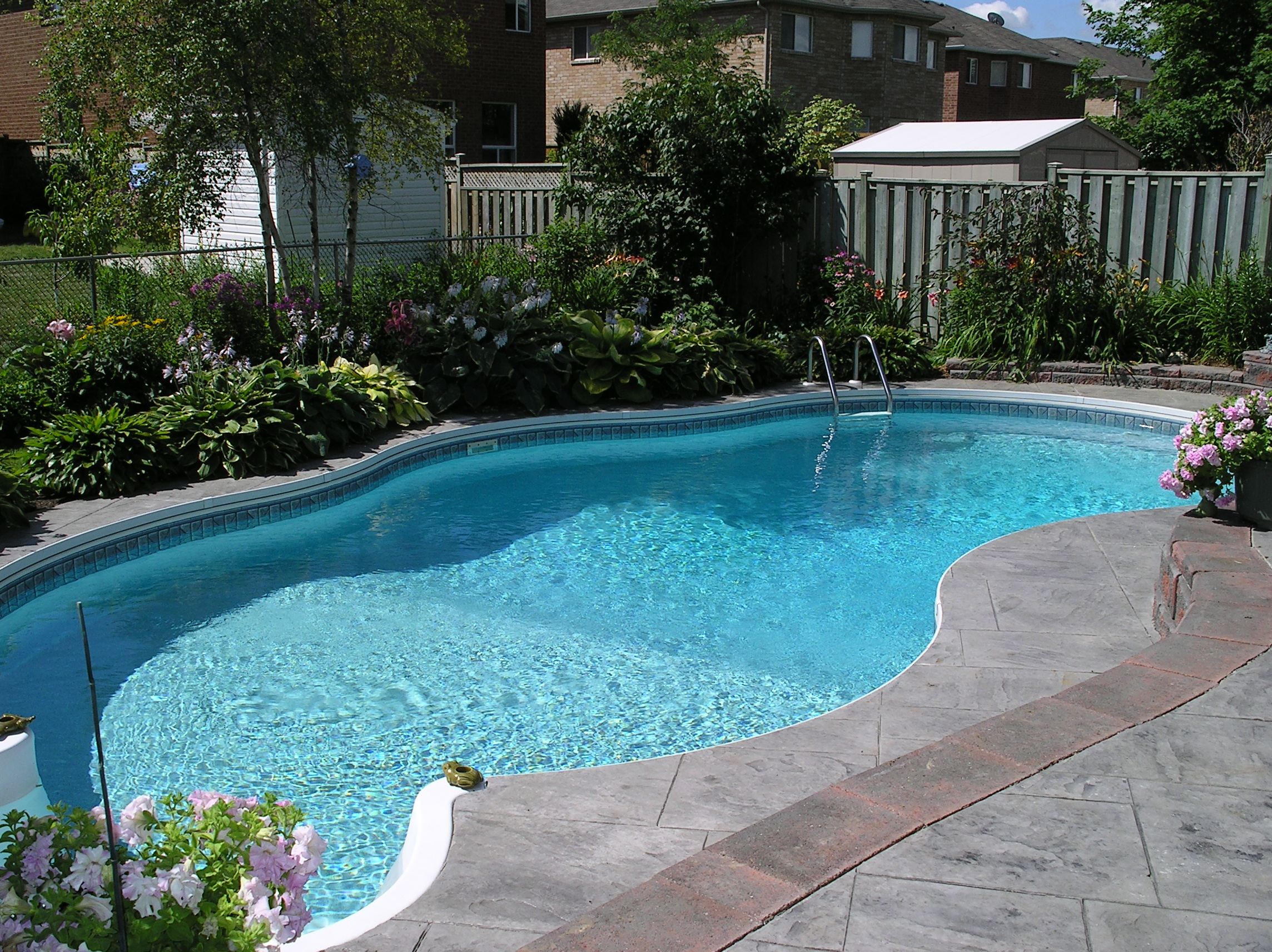
Privater Swimming-Pool

Viele Hausbesitzer stellen oder blasen in ihrem Garten im Sommer ein transportables Schwimmbecken auf oder haben Schwimmbecken, die in den Boden eingelassen sind.
Letztere müssen in der Regel dem Bauamt als bewilligungsfreies Bauvorhaben gemeldet werden. Da hier meist etwas tiefer gegraben wird, handelt es sich um eine bauliche Angelegenheit, vergleichbar dem Bau einer Garage oder einer Scheune.
Viele solcher Schwimmbecken haben ein System zur Erwärmung des Wassers per Sonnenkollektor oder Wärmepumpe, manche eine Abdeckung (schwimmend oder selbsttragend oder hochgewölbt um darunter schwimmen zu können) gegen Auskühlung durch Verdunstung und nächtliche Abstrahlung, häufig besteht eine Wasseraufbereitung:
- Desinfektion (Entkeimung durch Chlor-, Chlordioxid- oder Ozonzugabe, durch UV-Bestrahlung oder Ultrafiltration)
- manchmal findet eine Wasserenthärtung oder -entsäuerung statt.

Das Füllen privater Pools kann gegen eine Gebühr sehr rasch von der Feuerwehr über Schläuche aus Hydranten erfolgen. Die Gemeinde Wallern an der Trattnach (Oberösterreich) erhebt eine Gebühr für Swimmingpool-Besitzer. Da sich das Füllen der Pools auf wenige Tage (Mitte April/Anfang Mai) im Jahr konzentriert, wodurch der Wasserverbrauch sich in dieser Zeit vervierfacht, muss die Gemeinde selbst das Wasser in dieser Zeit zu einem höheren Preis kaufen.

## Größenrekorde

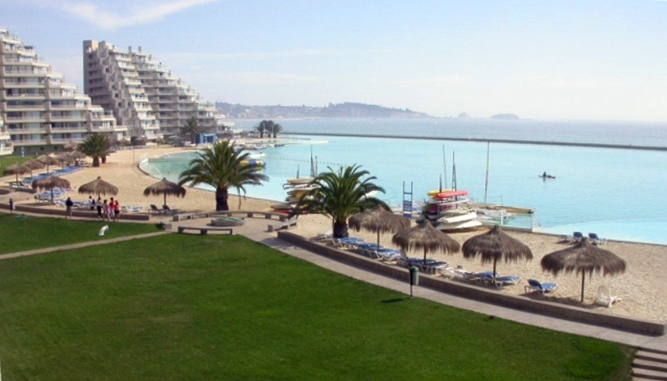
8-Hektar-Pool in San Alfonso del Mar

Das größte Schwimmbecken der Welt ist mit einer Fläche von mehr als 12 Hektar das 2015 eröffnete City Stars in Scharm asch-Schaich. Es löste das San Alfonso del Mar in Algarrobo (Chile) ab, das 2006 erbaut wurde und eine Länge von 1013 Metern, eine Fläche von 8 Hektar und ein Volumen von fast 250.000 m³ Wasser aufweist. Pools dieser Größe können neben dem Schwimmen auch zum Windsurfen oder zum Befahren mit Elektrobooten und kleinen Segelbooten genutzt werden.
Als das größte Beckenbad Europas gilt mit 23.000 m² Wasserfläche – mehrere Becken zusammenhängend mit einem uferverbauten Teich – das Freibad in Fürstenfeld (Österreich). Das größte Beckenbad der Schweiz ist mit 16.000 m² Wasserfläche das Freibad Weyermannshaus in Bern. Das größte Beckenbad Deutschlands ist mit 11.000 m² Wasserfläche das Brentanobad in Frankfurt am Main.